# Vaišelga
Vaišelga ou  Vaišvilkas (Vojszalak, Vojšalk, Vaišalgas, Woyszwiłk) (c. 1223 - 16 de dezembro de 1268, em Volodymyr-Volynskyi) foi o Príncipe da Rutênia Negra (1255-1267) e Grão-Duque da Lituânia, entre 1264 e 1267.
Quando capturou Navahradak, Vaišelga foi batizado no Monastério Lavrashev, tornando-se ortodoxo. Em 1255 ele fez um acordo, em nome do Rei Mindaugas, seu pai, com Daniel de Halych-Volhynia. Neste acordo, Halych-Volhynia transferiu a Rutênia Negra para a Lituânia. Vaišelga foi, então, declarado Duque de algumas destas terras. Mais tarde, escapou da trama de assassinato contra o seu pai. Através de lutas internas e depois do assassinato de Treniota, Vaišelga conseguiu recuperar os poderes de pai e tornar-se o Grão-Duque da Lituânia.